# Oskar II.
Oskar II. (21. ledna 1829 – 8. prosince 1907) byl švédský král od roku 1872 a norský král v letech 1872–1905. Byl mladším synem Oskara I., stoupenec sblížení s Německem. Za jeho vlády došlo k rozpadu švédsko-norské personální unie. Byl také posledním švédským králem, který se nechal korunovat.

## Švédský princ

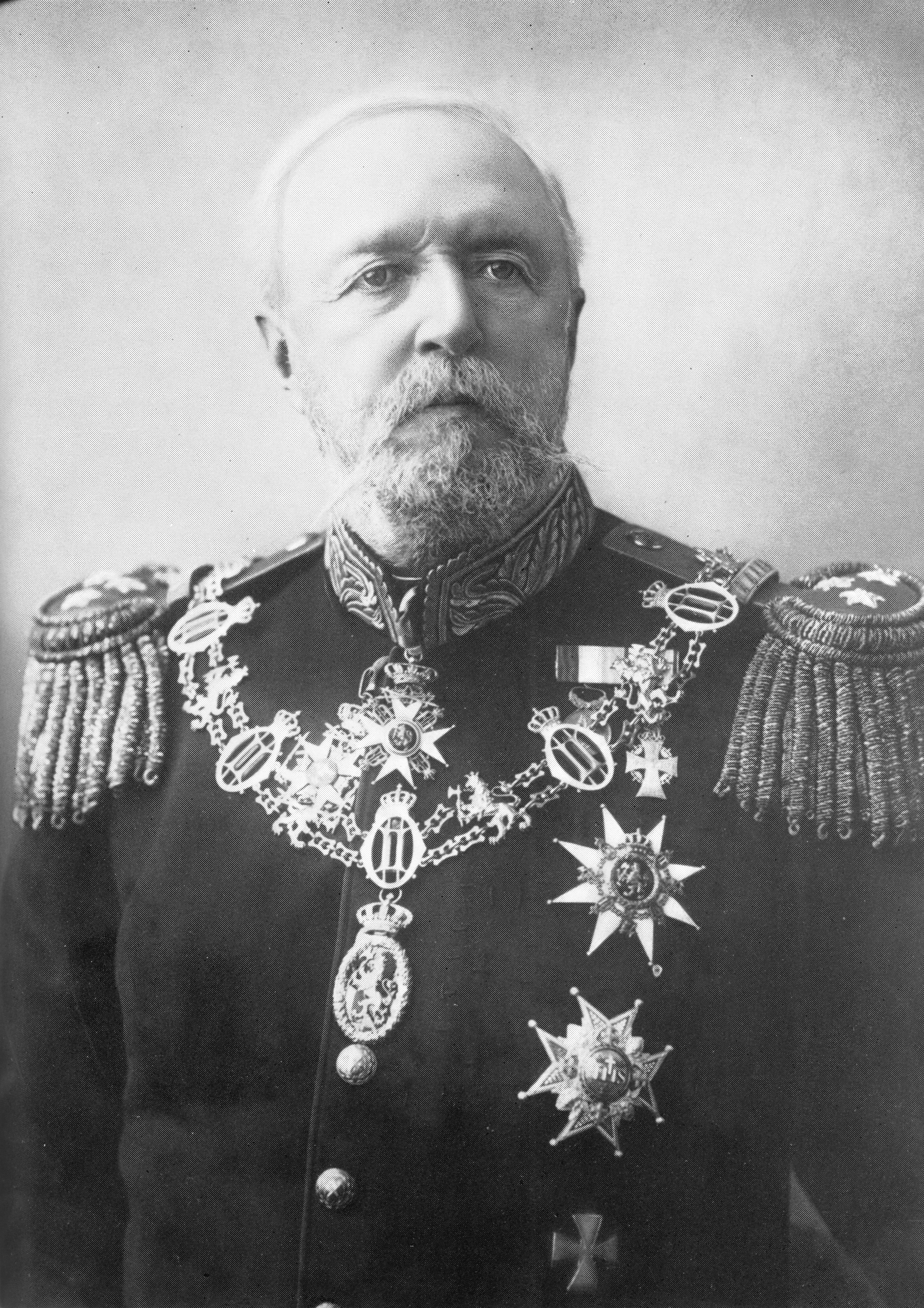
Portrét z let 1905––1907

Narodil se ve Stockholmu jako princ Oscar Fredrik z Östergötlandu. Byl třetím synem krále Oskara I. a jeho manželky Josephiny von Leuchtenberg. V jedenácti letech vstoupil do námořnictva a roku 1845 se stal podporučíkem. Později studoval na univerzitě v Uppsale, kde se vyznačoval nadáním pro matematiku.
Od roku 1859 byl korunním princem, protože jeho starší bratr Karel XV. neměl mužské potomky a prostřední bratr Gustaf zemřel roku 1852.

## Vláda
Dne 18. září 1872 nastoupil po bratrovi Karlovi na švédský a norský trůn. Za jeho života proběhlo pokojné zrušení personální unie mezi Norskem a Švédskem. Dne 7. července 1905 zbavil norský parlament Oskara trůnu a on sám abdikoval 26. října téhož roku. Rovněž odmítl návrh, aby se některý z jeho synů stal norským králem. Na norský trůn poté usedl jeho prasynovec Karel Dánský, který vládl pod jménem Hakon VII.
Králem Švédska zůstal až do své smrti 8. prosince 1907, současný švédský král Karel XVI. Gustav je jeho prapravnukem. Mezi jeho potomky patří norský král Harald V., belgický král Filip i lucemburský velkovévoda Jindřich I.
V zemích, jimž vládl, se velmi zasazoval o rozvoj vzdělání. Zajímal se o kulturu, zejména literaturu a divadlo. Sám byl literárně činný – napsal mimo jiné své vlastní memoáry, divadelní hru Hrad Cronberg a jeho sbírka básní, kterou zveřejnil anonymně, vyhrála roku 1858 cenu Švédské akademie. Roku 1881 založil ve své letní rezidenci poblíž dnešního Oslo první open-air muzeum na světě.
Byl velkým příznivcem průzkumu Arktidy a spolusponzoroval mnoho polárních výprav.

## Rodina
Dne 6. června 1857 se oženil ve Wiesbaden-Biebrichu se Žofií Nasavskou (1836–1913), nejmladší dcerou Viléma, vévody z Nassau, a jeho druhé manželky Pauliny z Württemberku. Skutečnost, že Karel XV. neměl mužského dědice, znamenala, že Oskar a Žofie, potažmo jejich potomci, se stali nejbližšími osobami v následnictví švédského trůnu.
1. Gustav (16. června 1858 – 29. října 1950), švédský král od roku 1907 až do své smrti, ⚭ 1881 Viktorie Bádenská (7. srpna 1862 – 4. dubna 1930)
2. Oskar (15. listopadu 1859 – 4. října 1953), vévoda z Gotlandu do roku 1888, poté hrabě z Wisborgu, ⚭ 1888 Ebba Bernadottová (24. října 1858 – 16. října 1946)
3. Karel (27. února 1861 – 24. října 1951), vévoda z Västergötlandu, ⚭ 1897 Ingeborg Dánská (2. srpna 1878 – 11. března 1958)
4. Evžen (1. srpna 1865 – 17. srpna 1947), vévoda z Närke, neoženil se a neměl potomky